# Wahlenbergia huttonii
Wahlenbergia huttonii là loài thực vật có hoa trong họ Hoa chuông. Loài này được (Sond.) Thulin miêu tả khoa học đầu tiên năm 1975.